# شهرستان پیسک
ناحیهٔ پیسک (به چکی: Písek District) یک ناحیه در جمهوری چک است که در منطقه بوهمی جنوبی واقع شده‌است. ناحیهٔ پیسک ۱٬۱۲۶٫۸۴ کیلومتر مربع مساحت و ۹۲٬۷۵۲ نفر جمعیت دارد.